# Fuchsia triphylla
Fuchsia triphylla är en dunörtsväxtart som beskrevs av Carl von Linné. Fuchsia triphylla ingår i släktet fuchsior, och familjen dunörtsväxter. Inga underarter finns listade i Catalogue of Life.

## Bildgalleri

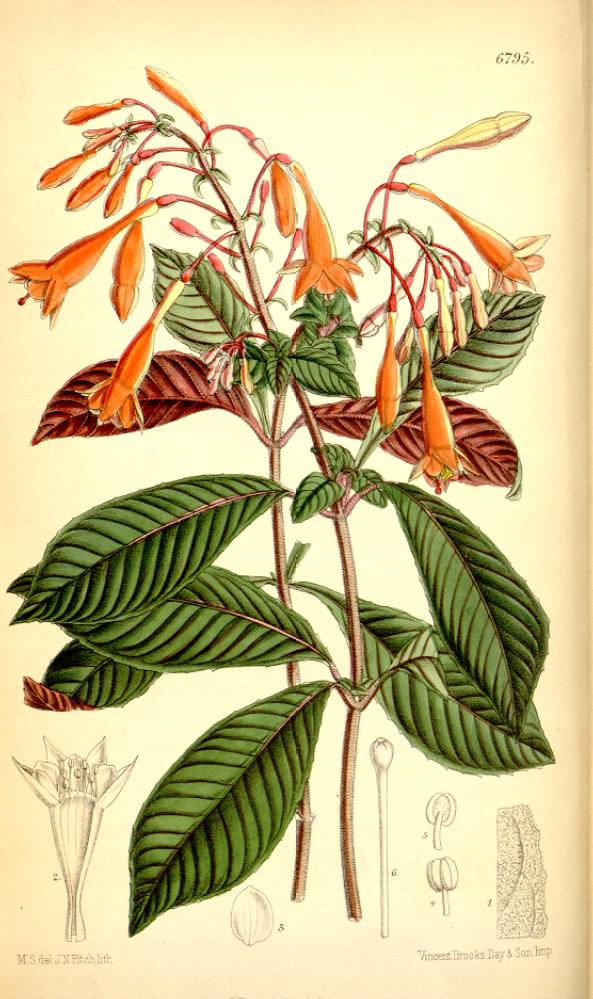
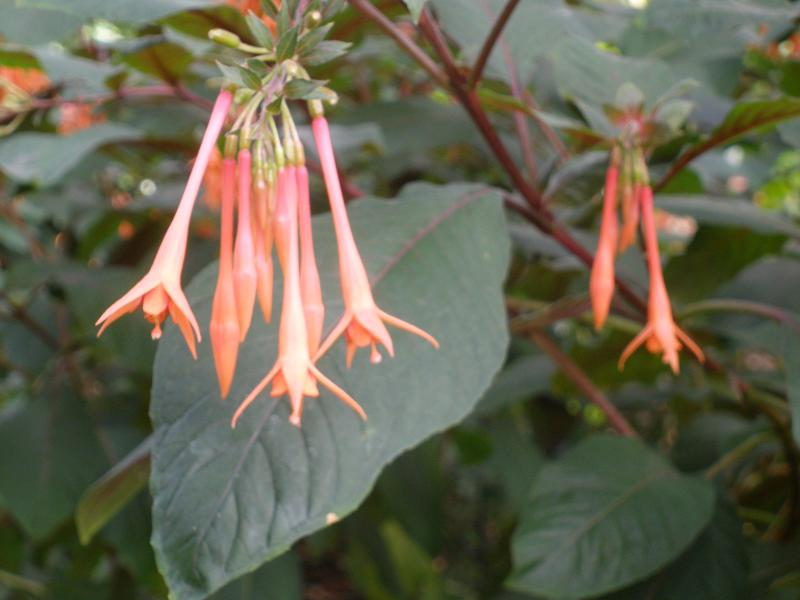
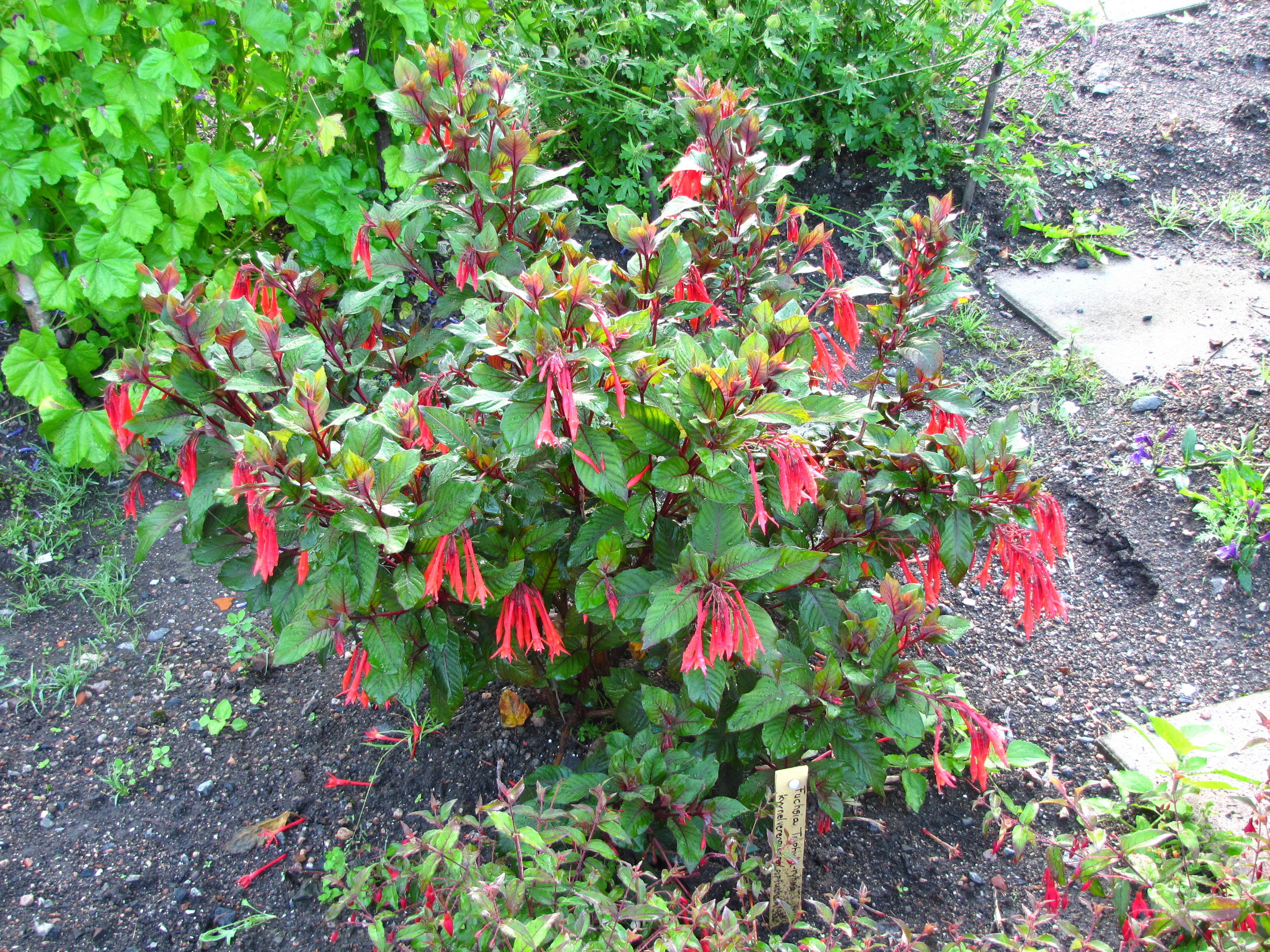
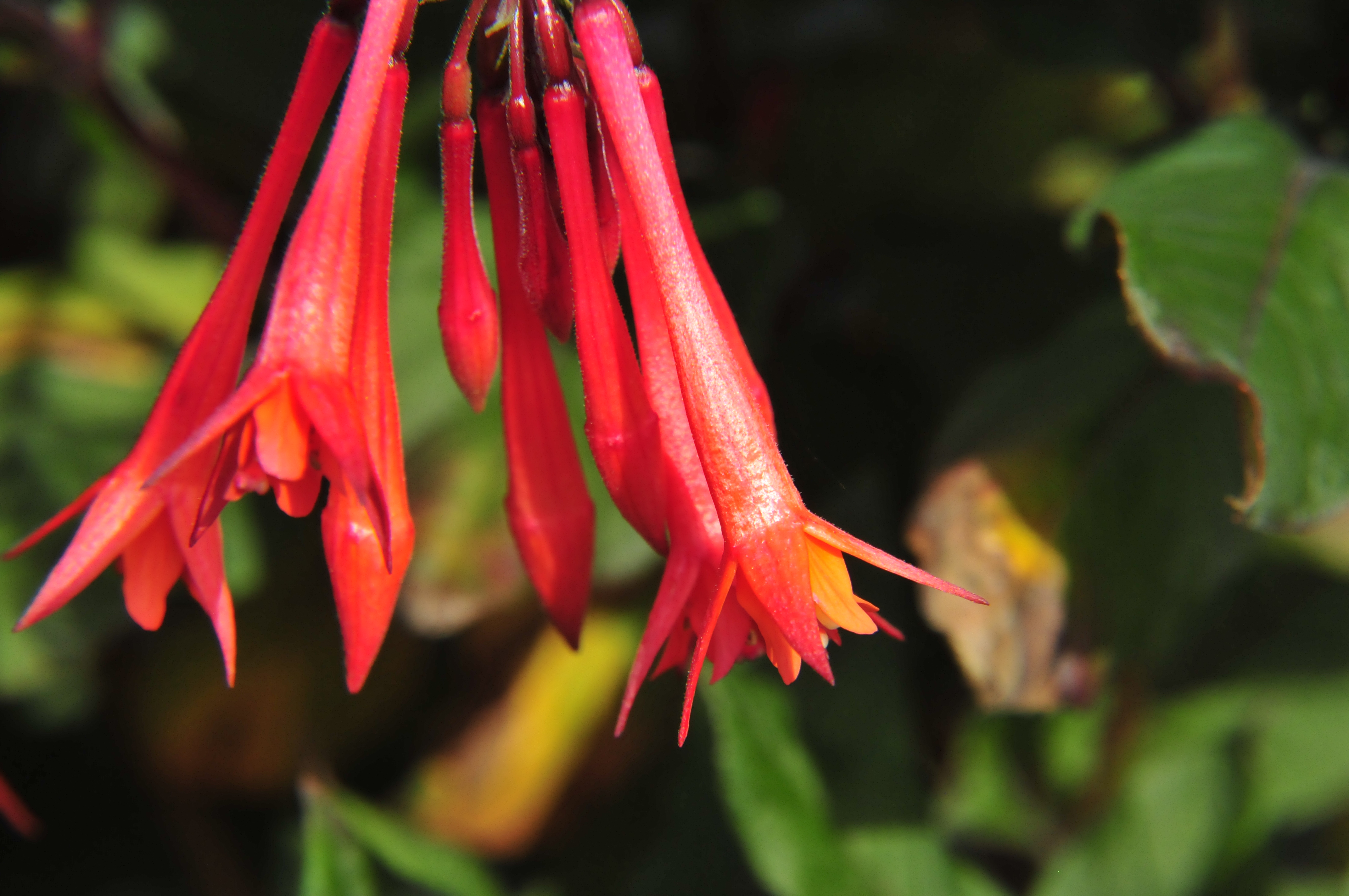
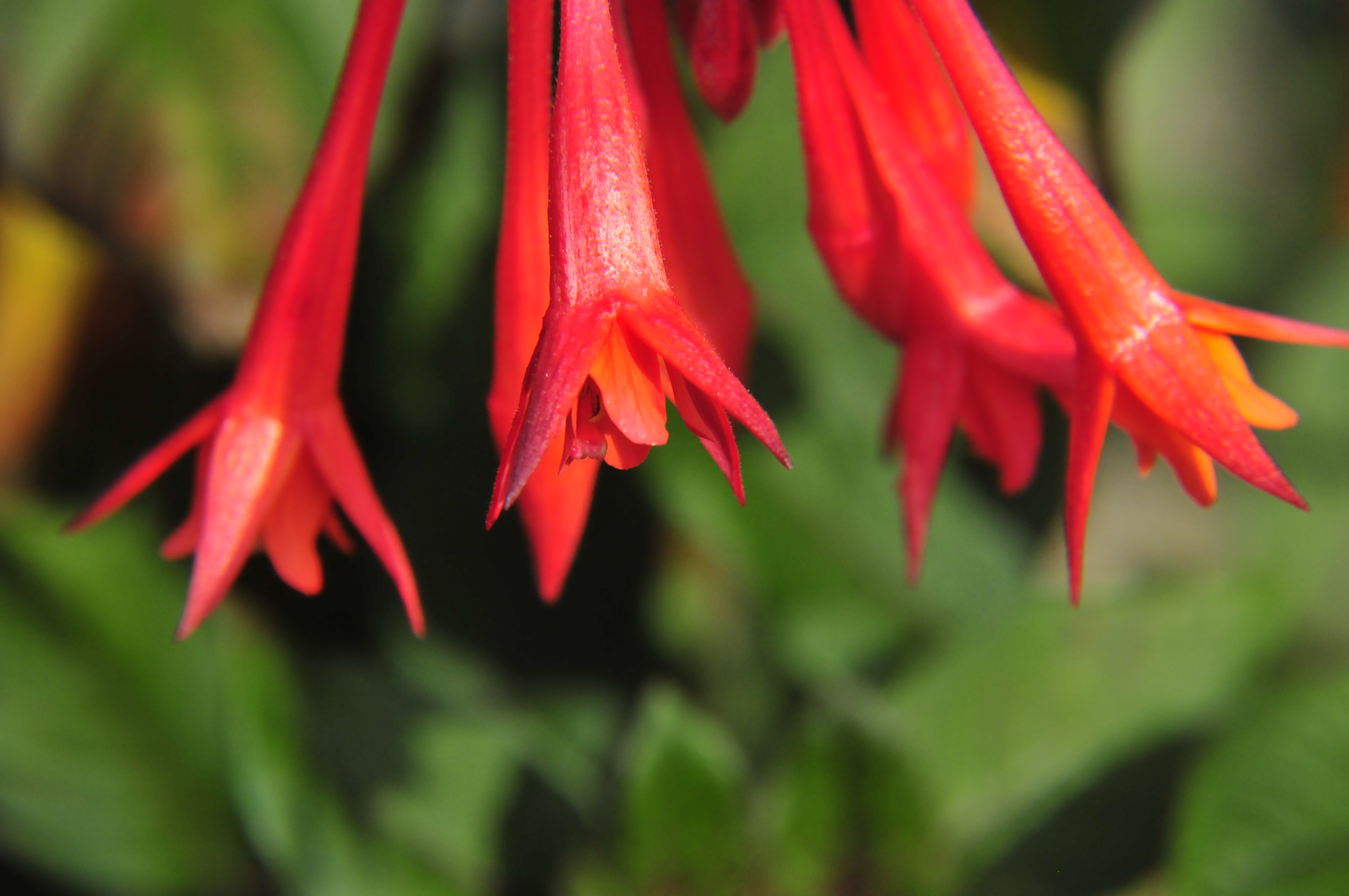